# توماس بريفيك
توماس بريفيك هو لاعب كرة قدم نرويجي في مركز الدفاع، ولد في 1 مارس 1977. لعب مع نادي بودو/غليمت.